# 江戸直定
江戸 直定（えど なおさだ）は、戦国時代から安土桃山時代にかけての武将。徳川氏の家臣。

## 略歴
元亀元年（1570年）に徳川家康が三河国の岡崎城から遠江国の浜松城へ居を移すと、岡崎城主には家康の嫡男である松平信康が就いた。信康の直属の家臣団が形成されたが、直定は松平新右衛門・大岡弥四郎とともに岡崎町奉行に取り立てられた。元亀3年（1572年）三方ヶ原の戦いでは膝頭に傷を負って歩行困難となったため、居合わせた松平康安より乗馬を借り受けて虎口を脱したという。天正3年（1575年）に弥四郎と新右衛門らが武田勝頼に内通する事件を起こした際には直定は不関与だった。
天正11年（1583年）、家康に服属した小笠原貞慶は人質として嫡男の幸松丸（小笠原秀政）を岡崎城の石川数正に提出し、直定はその目付役を命じられてて自邸に幸松丸を預かる。天正13年（1585年）、数正は幸松丸を連れて岡崎を出奔して豊臣秀吉の元へ走ったが、直定はこの計画に加わり、幸松丸を無事に自邸より脱出させた。この時、幸松丸の小姓・丸田秀元は自身が幸松丸の身代わりとなって直定に討たれることを申し出たが、直定は秀元の忠誠に感じてその申し出を断ったという。その後、幸松丸の出奔は家康の知るところとなり直定は獄に繋がれ、翌天正14年（1586年）に碧海郡富永において磔となった。遺児の政直は後に秀政に取り立てられ、子孫は富永氏と改めて小倉藩士となった。